# Phocibidion erythrocephalum
Phocibidion erythrocephalum là một loài bọ cánh cứng trong họ Cerambycidae.